# Кирхгоф (лунный кратер)
Кратер Кирхгоф (лат. Kirchhoff) — крупный ударный кратер в северной части Таврских гор на видимой стороне Луны. Название присвоено в честь одного из великих физиков XIX века Густава Кирхгофа (1824—1887) и утверждено Международным астрономическим союзом в 1935 г.

## Описание кратера
Ближайшими соседями кратера Кирхгоф являются кратер Шакорнак на западе; кратер Бонд Дж. на северо-западе; кратер Мори на севере; кратер Ньюком на востоке и кратер Рёмер на юге-юго-западе. На западе-северо-западе от кратера Кирхгоф находится борозда Бонда Дж., на севере Озеро Сновидений, на юге Таврские горы и за ними Залив Любви. Селенографические координаты центра кратера 30°18′ с. ш. 38°50′ в. д. / 30,3° с. ш. 38,84° в. д., диаметр 24,4 км, глубина 2,59 км.
Кратер имеет полигональную форму, значительно разрушен. Очертания вала сглажены. К восточной части вала прилегает сателлитный кратер Кирхгоф С (см. ниже). Высота вала над окружающей местностью достигает 840 м, объем кратера составляет приблизительно 370 км3. Дно чаши пересеченное, в центре чаши расположен невысокий хребет, ориентированный с северо-запада на юго-восток.

## Сателлитные кратеры
| Кирхгоф | Координаты                                            | Диаметр, км |
| ------- | ----------------------------------------------------- | ----------- |
| C       | 30°19′ с. ш. 39°47′ в. д. / 30,31° с. ш. 39,79° в. д. | 22,8        |
| E       | 30°37′ с. ш. 40°20′ в. д. / 30,61° с. ш. 40,34° в. д. | 26,2        |
| F       | 31°28′ с. ш. 40°48′ в. д. / 31,47° с. ш. 40,8° в. д.  | 27,8        |
| G       | 29°47′ с. ш. 40°17′ в. д. / 29,79° с. ш. 40,29° в. д. | 17,7        |

## См.также
- Список кратеров на Луне
- Лунный кратер
- Морфологический каталог кратеров Луны
- Планетная номенклатура
- Селенография
- Минералогия Луны
- Геология Луны
- Поздняя тяжёлая бомбардировка